# Gunnar Lindström
Gunnar Lindström (Suecia, 11 de febrero de 1896-6 de octubre de 1951) fue un atleta sueco, especialista en la prueba de lanzamiento de jabalina en la que llegó a ser subcampeón olímpico en 1924.

## Carrera deportiva
En los JJ. OO. de París 1924 ganó la medalla de plata en el lanzamiento de jabalina, llegando hasta los 60.92 metros, siendo superado por el finlandés Jonni Myyrä (oro con 66.10 metros) y por delante del estadounidense Eugene Oberst (bronce con 57.98 m).